# Episodi de I Soprano (prima stagione)
La prima stagione della serie televisiva I Soprano è andata in onda negli USA dal 10 gennaio al 4 aprile 1999 sulla rete HBO.
In Italia è stata trasmessa su Canale 5 dal 22 maggio al 25 agosto 2001.
| nº | Titolo originale                   | Titolo italiano          | Prima TV USA     | Prima TV Italia |
| -- | ---------------------------------- | ------------------------ | ---------------- | --------------- |
| 1  | The Sopranos                       | Affari di famiglia       | 10 gennaio 1999  | 22 maggio 2001  |
| 2  | 46 Long                            | Lo sgarro                | 17 gennaio 1999  | 9 giugno 2001   |
| 3  | Denial, Anger, Acceptance          | Un rifiuto inaccettabile | 24 gennaio 1999  | 16 giugno 2001  |
| 4  | Meadowlands                        | Addio Jackie             | 31 gennaio 1999  | 23 giugno 2001  |
| 5  | College                            | Un conto da saldare      | 7 febbraio 1999  | 30 giugno 2001  |
| 6  | Pax Soprana                        | Confessioni              | 14 febbraio 1999 | 7 luglio 2001   |
| 7  | Down Neck                          | Padri e figli            | 21 febbraio 1999 | 14 luglio 2001  |
| 8  | The Legend of Tennessee Moltisanti | La crisi di Christopher  | 28 febbraio 1999 | 21 luglio 2001  |
| 9  | Boca                               | L'avvertimento           | 7 marzo 1999     | 28 luglio 2001  |
| 10 | A Hit Is a Hit                     | Urla nella notte         | 14 marzo 1999    | 4 agosto 2001   |
| 11 | Nobody Knows Anything              | La spia                  | 21 marzo 1999    | 11 agosto 2001  |
| 12 | Isabella                           | L'attentato              | 28 marzo 1999    | 18 agosto 2001  |
| 13 | I Dream of Jeannie Cusamano        | Un'inquietante scoperta  | 4 aprile 1999    | 25 agosto 2001  |

## Affari di famiglia
- Titolo originale: The Sopranos[1]
- Diretto da: David Chase
- Scritto da: David Chase

### Trama

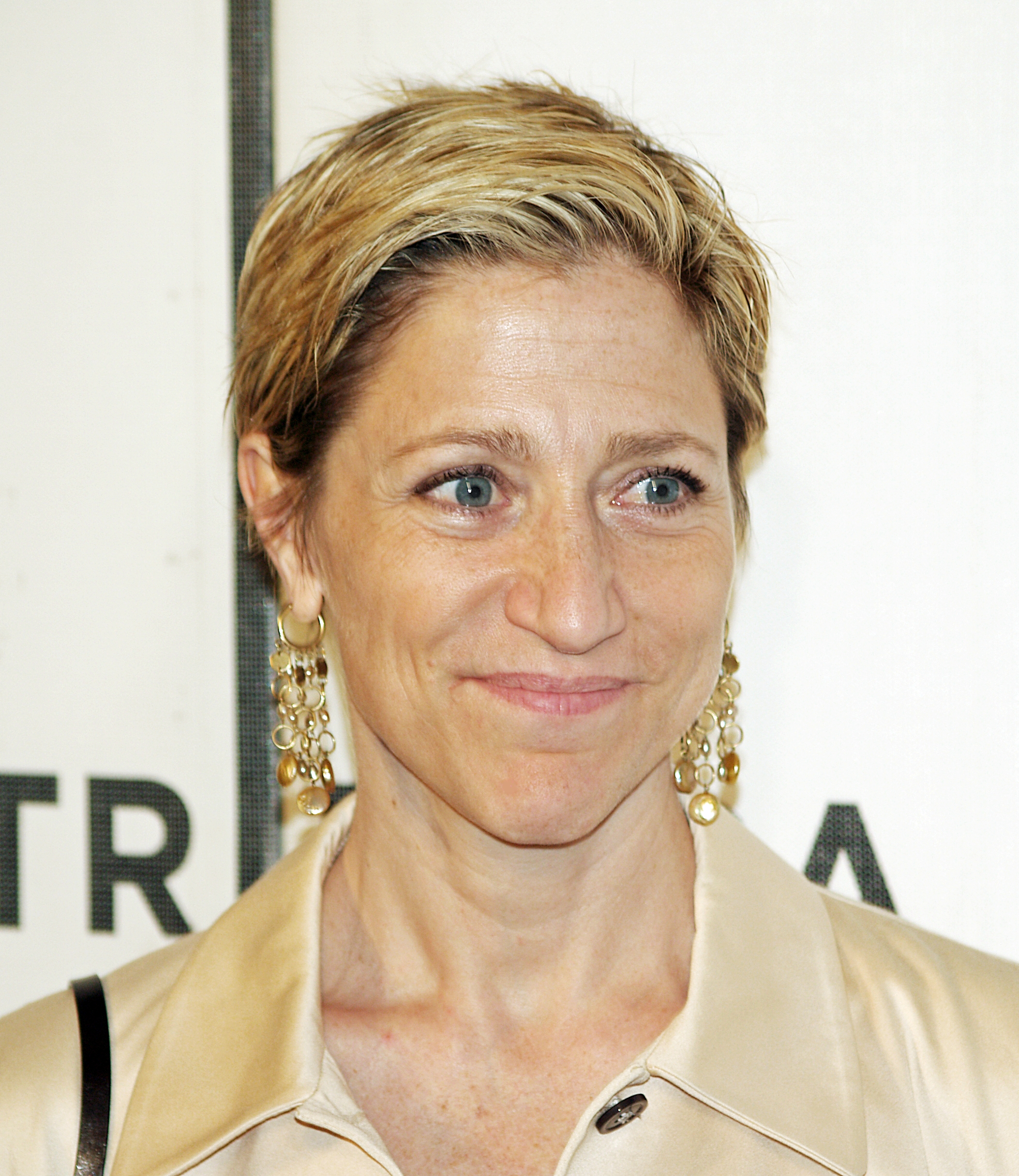
Edie Falco nel 2008.

New Jersey estate del 1998, Tony Soprano è il boss della famiglia mafiosa dei DiMeo: dopo essere svenuto per un attacco di panico si reca per la prima volta da una psichiatra, la dottoressa Jennifer Melfi.
Nascondendole inizialmente la sua vera attività (che la Melfi comunque conosce) le parla dei suoi motivi di stress: i rapporti, spesso conflittuali, con la moglie Carmela (in perenne litigio con la figlia adolescente Meadow) e quelli col nipote Christopher Moltisanti, giovane poco riflessivo e desideroso di bruciare le tappe all'interno della Famiglia. 
Durante il lungo colloquio, Tony racconta alla Melfi un episodio accaduto nella sua piscina, ossia l'arrivo di alcune anatre e che lui nutriva tutti i giorni. Il primo attacco di panico di Tony avviene subito dopo che le anatre, una volta cresciute, volano via. La dottoressa sospetta che la partenza delle anatre rappresenti figurativamente il motivo scatenante delle preoccupazioni di Tony, in quanto la loro partenza mette in luce i timori della sua precaria situazione familiare. Per tenere a bada gli attacchi gli prescrive il Prozac.
Nel frattempo, Christopher compie il suo primo omicidio nel retro della salumeria Da Satriale. Lo zio di Tony, Corrado "Junior" Soprano, anche lui caporegime dei DiMeo e geloso della rapida ascesa del nipote, progetta l'omicidio del suo nemico storico "Little Pussy" Malanga nel ristorante Il Vesuvio di proprietà di Artie Bucco, amico d'infanzia di Tony. Per evitare che la reputazione del ristorante di Artie sia rovinata da un omicidio, Tony (che passa molte notti con l'amante russa Irina) decide di far saltare in aria il locale per mano del suo braccio destro, Silvio Dante, nella vana speranza che Artie possa ricevere rapidamente i soldi dall'assicurazione. La situazione lascia tutti scontenti, in particolar modo zio Junior, che inizia a meditare di sbarazzarsi del nipote.
- Guest star: Michael Gaston, Joel Lisi, John Ventimiglia
- Nota. Per questo episodio David Chase venne nominato agli Emmy Awards del 1999 sia per la miglior regia che per la miglior sceneggiatura.
- Riferimenti e citazioni. In questo primo episodio vi sono riferimenti espliciti (nei dialoghi dei personaggi) ai due film di mafia che hanno maggiormente influenzato ed ispirato la serie, ovvero Il padrino e Quei bravi ragazzi.

## Lo sgarro
- Titolo originale: 46 Long
- Diretto da: Dan Attias
- Scritto da: David Chase

### Trama
Christopher e il suo amico Brendan Filone iniziano un'attività di assalto di camion: la cosa desta le ire di zio Junior, visto che questi viene pagato per proteggere la compagnia di camion: ne discute con il boss Jackie Aprile Sr. e con Tony. A Jackie è stato diagnosticato un cancro e sta pensando al nome del suo successore. Christopher e Brendan decidono di assalire un altro camion della compagnia; la sera del colpo Chris, ritornato sobrio e lucido, si tira fuori per evitare problemi mentre Brendan assale il camion; qualcosa va storto e il guidatore viene ucciso.
Per risolvere i problemi scolastici di A.J. Tony ordina a Pussy Bonpensiero e a Paulie Gualtieri di recuperare l'auto rubata del suo professore di scienze, ma invece di quella rubata gli portano indietro un'auto nuova. Livia dà fuoco accidentalmente alla sua cucina e al rifiuto di andare a vivere con il figlio le viene affidata una badante, ma alle accuse di furto dell'anziana la nuova badante decide di licenziarsi. Dopo aver investito per errore una sua amica, Tony decide di mettere la madre nella casa di riposo Green Groove. Nelle sedute con la dottoressa viene portato alla luce il rapporto di Tony con la madre e la sua mancanza di felicità nell'infanzia.
- Guest star: Michael Rispoli, Martin Scorsese

- Riferimenti e citazioni. Come nell'episodio precedente, anche in questa seconda viene omaggiata la saga de Il padrino. In particolare Silvio Dante si esibisce in un'imitazione di Michael Corleone.

## Un rifiuto inaccettabile
- Titolo originale: Denial, Anger, Acceptance
- Diretto da: Nick Gomez
- Scritto da: Mark Saraceni

### Trama
Zio Junior è infuriato per il fatto che Chris e Brendan abbiano assaltato i furgoni sotto la sua giurisdizione e medita vendetta insieme al proprio guardaspalle Mickey Palmice. Meadow e la sua amica Hunter Scangarello, stremate dallo studio, decidono di prendere della droga da Chris per prepararsi in fretta per gli esami del giorno dopo. Chris dapprima è riluttante, ma poi si convince a dare la droga a Meadow, affinché lei e la sua amica non la prendano da spacciatori di strada e le fa promettere di non dire niente a Tony. Intanto, Tony e i suoi devono occuparsi di una spinosa faccenda con il proprietario di un hotel, l'ebreo Shlomo Teittleman: suo genero non vuole divorziare da sua figlia senza mantenere una quota degli interessi dell'hotel. Se Tony riuscirà a convincerlo, riceverà una quota di compartecipazione nell'hotel. Tony riesce a convincerlo a tirarsi fuori dall'affare minacciando di evirarlo. Il boss Jackie Aprile è ancora in ospedale malato di cancro. Zio Junior, su istigazione di Livia, fa uccidere Brendan da Mickey Palmice e ordina una finta esecuzione contro Chris.
- Guest star: Michael Rispoli, Jerry Adler, John Ventimiglia, Kathrine Narducci, Ned Eisenberg, Chuck Low

## Addio Jackie
- Titolo originale: Meadowlands
- Diretto da: John Patterson
- Scritto da: Jason Cahill

### Trama
Il pensiero che qualcuno dei suoi amici, o dei nemici, possa scoprire che si reca da una psicologa mette in agitazione Tony. Attratto sempre più dalla dottoressa, e preoccupato che lei ne parli con qualcuno, Tony chiede al detective corrotto Vin Makazian di seguirla e controllare le sue mosse. Makazian, persona assai complessa, si lascia prendere la mano e arriva al punto da fermarla di sera mentre è in auto con un amico, aggredendo quest'ultimo con una scusa. Carmela insiste con Tony perché continui la terapia (la moglie del boss è ancora convinta si tratti di un maschio, visto che Tony non ha mai specificato nient'altro). A.J. nel frattempo cerca di elaborare il fatto che il padre è un criminale: dopo aver fatto a pugni con un compagno di classe, alla “resa dei conti” quest'ultimo retrocede e A.J. comincia a rendersi conto che porta un cognome che nel New Jersey è sinonimo di paura. Christopher, spaventato a morte dalla sua finta esecuzione, scopre con Adriana il cadavere di Brendan Filone nella vasca da bagno del suo appartamento.
Quando scopre che i responsabili sono zio Junior e Mikey Palmice, Christopher chiede il permesso di uccidere il sicario del vecchio boss per vendicarsi dell'amico, permesso negato da Tony per il fatto che Mikey è un uomo d'onore e per non scatenare una guerra intestina con lo zio. La morte di Jackie Aprile Sr. crea un vuoto di potere nell'organizzazione. Tony, con l'appoggio degli altri capitani e “ispirato” dalla dottoressa Melfi, dà al vecchio “l'illusione del comando”. Zio Junior diviene così formalmente, il nuovo boss dei DiMeo.
- Guest star: John Heard, Jerry Adler, Michael Rispoli, Mark Blum

## Un conto da saldare
- Titolo originale: College
- Diretto da: Allen Coulter
- Scritto da: David Chase e James Manos, Jr.

### Trama
Tony e Meadow sono in viaggio per visitare alcuni college in cui la ragazza medita di iscriversi. Durante il viaggio, la giovane chiede al padre se è vero che fa parte della mafia; Tony prima nega poi in parte conferma. A una stazione di rifornimento, il boss scorge il volto familiare di Fabian Petrulio, ex membro della famiglia DiMeo, incastrato per spaccio di eroina e diventato informatore dell'FBI. Tony lo insegue in auto, quindi, su insistenza della figlia, si ferma al motel dove avevano prenotato.
A cena, Tony, dopo aver telefonato a Chris per cercare conferme sulla spia, approfitta per cercare informazioni su Fabian, che si fa chiamare Frederik Peters e gestisce un'agenzia di viaggi in un luogo appartato in campagna. Fabian a sua volta riesce a scorgere il boss e, senza farsi vedere, lo segue fino al motel, in tempo per vedere padre e figlia che rientrano dalla cena.
Nel frattempo, nel New Jersey, Carmela riceve la visita di padre Phil, mentre A.J. è a dormire da un amico. Tra il prete e la donna s'innesca una situazione ambigua ed equivoca. Carmela riceve inoltre la telefonata della dottoressa Melfi che chiama per disdire un appuntamento con Tony, e scopre quindi che si tratta di una donna. Scoppia quindi in lacrime, lasciandosi andare a confidenze con padre Phil, rivelando i suoi problemi matrimoniali e l'incapacità di accettare a pieno la presenza della figura criminale del marito: padre Phil la confessa e le amministra la comunione. I due, all'apice della tentazione, stanno per baciarsi quando il prete si sente male e corre in bagno. Il mattino seguente Tony, mentre la figlia è in visita a un altro college, si reca all'agenzia di Fabian e lo strangola. A casa Soprano, padre Phil si sveglia dalla sbornia e cerca confusamente di giustificarsi con Carmela, che dal conto suo ammette che non è successo nulla di male. Quando Tony e Meadow ritornano a casa, Carmela rivela a Tony che il prete ha passato la notte a casa loro e tra i due inizia un battibecco, con reciproche accuse.
- Nota. L'episodio ha vinto 2 Emmy Awards e la regia di Allen Coulter ha ricevuto una nomination ai Directors Guild of America Awards 2000. Sia il Time che Entertainment Weekly lo hanno definito come il migliore episodio dell'intera serie. Tv Guide USA lo ha inserito al 2º posto tra i 100 episodi televisivi migliori di sempre.[senza fonte]

## Confessioni
- Titolo originale: Pax Soprana
- Diretto da: Alan Taylor
- Scritto da: Frank Renzulli

### Trama
Junior Soprano è ora il nuovo boss della famiglia del New Jersey, ma si fa subito notare perché non rispetta gli accordi presi in precedenza con gli altri capitani, pretendendo che essi lo paghino più del dovuto. Fa anche uccidere uno spacciatore, che aveva venduto droga al nipote di un suo amico (il quale si era poi suicidato), senza prima parlarne con gli altri capi. Essi vorrebbero che fosse Tony a occupare la posizione di boss, ma questi decide di lasciare spazio a suo zio, la cui proclamazione a boss avviene durante una festa in presenza di tutti gli altri capi e dell'ambizioso viceboss della famiglia Lupertazzi, Johnny Sack Sacrimoni, mentre agenti infiltrati dell'FBI scattano le foto dei presenti. Intanto, Tony inizia a fare sogni erotici con protagonista la dottoressa Melfi. A una seduta le confessa il suo amore, ma lei sostiene che l'infatuazione è data dagli aspetti positivi della terapia. 
L'ultima scena dell'episodio vede un agente dell'FBI sostituire la foto dell'ormai defunto Jackie Aprile Sr. con quella di Corrado "Junior" Soprano nel ruolo di Boss nella piramide dell'organizzazione.
- Guest star: John Heard, Jerry Adler

## Padri e figli
- Titolo originale: Down Neck
- Diretto da: Lorraine Senna Ferrara
- Scritto da: Robin Green e Mitchell Burgess

### Trama
Anthony Jr. e i suoi amici rubano e bevono il vino della cappella della scuola. Come punizione, Tony e Carmela lo obbligano ad andare a visitare Livia a Green Grove, oltre a essere sottoposto a delle sedute con lo psicologo della scuola. Mentre è dalla nonna, A.J. si lascia sfuggire che suo padre va in terapia e Livia è sconvolta. In terapia, Tony ricorda episodi della sua infanzia: la scoperta che il padre era coinvolto nella mafia, la crudezza della madre che una volta l'aveva minacciato con una forchetta e i litigi tra sua madre e suo padre, ricordandosi di quando Livia aveva detto che avrebbe preferito soffocare i suoi stessi figli piuttosto che trasferirsi nel Nevada, dove il padre di Tony voleva recarsi per sbarcare il lunario. Quando Tony parla con la madre di quest'episodio, ella nega di aver mai detto cose simili. Più tardi, tenta di dire a Junior quanto comunicatole da A.J., ma non vi riesce. 
- Guest star: Joseph Siravo, Laila Robbins, Rocco Sisto, David Beach

## La crisi di Christopher
- Titolo originale: The Legend of Tennessee Moltisanti
- Diretto da: Tim Van Patten
- Scritto da: David Chase e Frank Renzulli

### Trama
Al matrimonio della figlia di Larry Boy Barese, questi informa i membri dei DiMeo che presto l'FBI inizierà una retata. I capitani iniziano quindi a nascondere ogni prova. Tony chiede a Carmela di portare Livia fuori in modo tale che lui possa nascondere il denaro e le pistole nell'appartamento dell'anziana madre a Green Grove. Il giorno seguente Junior visita Livia, che gli dice che Tony va da una psicologa, secondo quanto le ha detto A.J. Al loro appuntamento in terapia, Tony dice alla dottoressa Melfi che potrebbe non venire al prossimo appuntamento. 
Tony salta l'appuntamento con la Melfi, perché viene trattenuto dall'FBI, che arriva a casa sua con un mandato di perquisizione.
Nel frattempo Christopher, che cerca a fatica di scrivere una sceneggiatura basata sulla sua esperienza nella mafia, inizia a soffrire di incubi riguardanti il primo uomo che ha ucciso, Emil Kolar. La situazione peggiora quando Christopher vede un notiziario e scopre che Brendan Filone viene riconosciuto come un affiliato della famiglia DiMeo, morto nella faida con Junior Soprano. Tony chiama Christopher per farlo venire al Bada Bing per perlustrare il locale in caso vi fossero dei microfoni nascosti e gli chiede di portare dei pasticcini; dal panettiere Christopher mostra la sua frustrazione sul commesso, sparandogli al piede per non averlo servito subito.
Il giorno dopo, Christopher riceve una chiamata di sua madre, che gli dice che il suo nome compare nell'articolo sullo Star Ledger: per Christopher è un momento di trionfo. 
- Guest star: Richard Romanus, Drea de Matteo

## L'avvertimento
- Titolo originale: Boca
- Diretto da: Andy Wolk
- Scritto da: Jason Cahill, Robin Green e Mitchell Burgess

### Trama
Un'amica e compagna nella squadra di calcio di Meadow, Ally Vandermeed, tenta il suicidio mentre si trova al parco con le compagne, proprio quando il loro allenatore, Don Hauser, ha appena deciso di mollare la squadra. Tony, Silvio e Artie Bucco, che ammirano l'uomo per le sue abilità sportive, vorrebbero che egli rimanesse e tentano di convincerlo con ogni mezzo, anche minacciandolo. Quando Meadow gli riferisce del tentato suicidio di Ally, a causa della relazione con l'allenatore, Tony cambia opinione e medita di farlo fuori.
Nel frattempo, Bobbi, l'amante di zio Junior, dopo una vacanza a Boca Raton, diffonde il pettegolezzo secondo cui il vecchio Soprano si diverte, nei momenti d'intimità, a farle il cunnilingus. Quando Tony lo viene a sapere, la presa in giro durante una partita di golf si tramuta in una vecchia resa dei conti fra i due, con rinfacciamenti e minacce. Zio Junior si reca nell'ufficio di Bobbi e, colpendola con una meringa al limone in faccia, tronca definitivamente la relazione.
Alla seduta con la dottoressa Melfi, parlando della volontà di vendicare l'onore di Ally, la Melfi discute con Tony sul perché dovrebbe assumersi il peso di vendicare i torti della società, e dopo aver sentito l'appoggio di Artie per la giustizia, Tony revoca l'omicidio e l'allenatore viene arrestato dalla polizia.
- Guest star: John Ventimiglia, John Heard, Kathrine Narducci

## Urla nella notte
- Titolo originale: A Hit Is a Hit
- Diretto da: Matthew Penn
- Scritto da: Joe Bosso e Frank Renzulli

### Trama
Tony viene invitato a un barbecue dal suo vicino di casa, il dottor Bruce Cusamano e successivamente a una partita di golf con i colleghi di quest'ultimo: dopo le titubanze iniziali accetta, ma si accorge che vogliono solo prenderlo in giro per il suo accento e per farsi raccontare storielle sulla mafia. Nella seduta di terapia con la dottoressa Melfi, Tony paragona l'episodio a quando lui e i suoi amici, da ragazzini, prendevano in giro un coetaneo, tale "Jimmy Biascica", per i difetti di pronuncia. Per vendicarsi della beffa subita, dà al dottor Cusamano un pacco pieno di sabbia, facendogli credere che dentro vi possa essere qualcosa di pericoloso, che prima o poi tornerà a riprendersi, buttando il medico e la moglie nel panico. Nello stesso tempo, Christopher decide di aiutare Adriana a sfondare come produttrice discografica, promuovendo una band dalle scarse qualità. A loro si unisce un rapper di colore, Massive G, che sembra però più interessato ad Adriana che al progetto. Si scopre che Hesh ha un debito con lui, ma esso verrà annullato quando Tony e i suoi scoprono a loro volta che un parente di Massive G era indebitato col vecchio usuraio. Adriana invece accantona il suo progetto, delusa dalla gelosia di Christopher nei confronti di Massive G e dalla scarsa fiducia nelle sue capacità.
- Guest star: Jerry Adler, Drea de Matteo, Bokeem Woodbine

## La spia
- Titolo originale: Nobody Knows Anything
- Diretto da: Henry J. Bronchtein
- Scritto da: Frank Renzulli

### Trama
Jimmy Altieri e Pussy Bonpensiero vengono arrestati dall'FBI. Qualche giorno dopo, l'agente Vin Makazian riferisce a Tony che Pussy potrebbe essere un informatore, ma Tony non gli crede sia perché si fida di Pussy sia perché scopre che Makazian ha un grosso debito col suo amico. Ciononostante incarica Paulie di indagare su Pussy, il quale, dopo essere stato scarcerato, comincia a comportarsi in modo strano, finché non sparisce dalla circolazione, rendendosi irreperibile. L'agente Makazian, accusato di corruzione dalle autorità, per sottrarsi all'onta dell'arresto, si suicida gettandosi da un ponte. Tony, che l'aveva sempre trattato con disprezzo, nonostante egli gli riferisse delle informazioni importanti, si rattrista quando viene a scoprire dall'amante dell'agente che egli lo considerava un amico.
Livia rivela a Junior che Tony e gli altri capi spesso si riuniscono alla casa di riposo, dove altri di loro hanno fatto trasferire le loro anziane madri. Junior, presagendo un complotto a suoi danni, vuole intervenire per difendere la propria posizione di boss.
In seguito al rilascio di Jimmy, Tony capisce che la talpa è lui e che era stato scambiato per Pussy per via della somiglianza fisica. Tony teme che Paulie abbia già ucciso Pussy, ma con sollievo scopre che non è avvenuto. Tuttavia nessuno sa dove sia Pussy.
Al termine dell'episodio si apprende che Junior ha dato disposizione ai suoi di uccidere Tony.
- Guest star: John Heard, Karen Sillas
- Nota. Nell'edizione in DVD del 2008 l'episodio è stato intitolato Il microfono.

## L'attentato
- Titolo originale: Isabella
- Diretto da: Allen Coulter
- Scritto da: Robin Green e Mitchell Burgess

### Trama

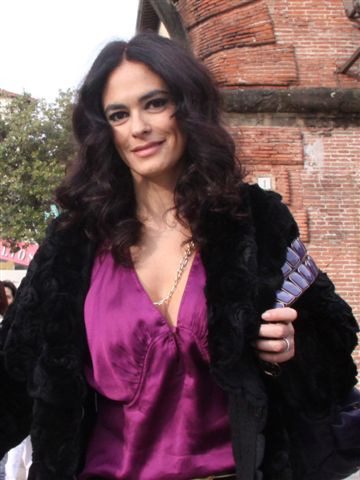
Maria Grazia Cucinotta-Isabella

Zio Junior, aizzato dalle chiacchiere di Livia, che gli rivela che Tony e alcuni capitani della famiglia si erano incontrati nell'ospizio a sua insaputa, decide di eliminare il nipote. Tony, intanto, si trova in un pietoso stato depressivo e finisce col dipendere del tutto dalle medicine. Un giorno, si accorge che nel giardino dei Cusamano vi è una bella donna vestita di bianco. Uscito di casa, la incontra ed ella gli rivela di chiamarsi Isabella e di essere una studentessa. Poco dopo, Tony sogna che Isabella sta allattando un bambino di nome "Antonio" che culla dolcemente. Per riscuotersi dalla depressione, allora, Tony esce da solo e va comprare del succo d'arancia da una bancarella. Così, i killer mandati da Junior che l'avevano seguito aprono il fuoco e tentano di ucciderlo. L'attentato fallisce per un pelo, uno dei killer muore e Tony riporta delle ferite dovute a un incidente d'auto. Carmela, che lo assiste in ospedale, è sconvolta. L'agente Harris si reca in ospedale ed offre a Tony l'alternativa di entrare nel programma protezione testimoni, scampando così a un possibile secondo attentato di Junior, ma egli rifiuta. Tornato a casa, scopre che Isabella se ne è andata. Quando ne parla con Cusamano, questi nega di aver mai prestato la propria casa a Isabella. A colloquio con la Melfi, Tony scopre che Isabella non era altro che un'allucinazione dovuta all'abuso di psicofarmaci. Dopo aver parlato con la Melfi, Tony riacquista fiducia in se stesso e decide di vendicarsi di Junior (benché ancora non sappia che sia lui il mandante dell'attentato).
- Guest star: Maria Grazia Cucinotta

## Un'inquietante scoperta
- Titolo originale: I Dream of Jeannie Cusamano
- Diretto da: John Patterson
- Scritto da: David Chase

### Trama
Con il consenso di zio Junior e su indicazione di Tony, Jimmy Altieri, ormai riconosciuto come un informatore dell'FBI, viene ucciso da Silvio in un hotel dove era stato attirato con una scusa da Chris.
Nella seduta con la dottoressa Melfi, quest'ultima dice a Tony che il suo sogno su Isabella indica che il suo subconscio lo sta mettendo in guardia sui problemi con sua madre Livia. Poiché la vita di Tony è in pericolo, la psicologa suggerisce che sua madre potrebbe essere stata coinvolta nella decisione di attentare alla sua vita. Sentendo questa incredibile rivelazione, Tony va su tutte le furie, scagliandosi sulla dottoressa e arrivando quasi a colpirla, andandosene a stento e in preda all'ira. 
Carmela si rende conto che le sue attenzioni nei confronti di padre Phil non sono ricambiate, quando questi sembra essere molto più attento alle cure di Rosalie Aprile, che gli ha persino regalato l'orologio del defunto marito, Jackie. Più tardi, Carmela accusa padre Phil di aver provato a manipolarla. 
Gli agenti Harris e Grasso fanno incontrare il capitano Frank Cubitoso con Tony: nella riunione, l'FBI fa sentire a Tony una registrazione nella quale si sentono chiaramente Junior e Livia pianificare l'attentato contro di lui: un'ondata di sentimenti contrastanti travolge il boss, che mantiene tuttavia la lucidità per non parlare con gli agenti.
Artie si reca a far visita in ospedale a Livia, che sembra soffrire di vuoti di memoria: l'anziana gli rivela che dietro l'incendio del suo ristorante c'è la mano del figlio. Artie, in preda alla furia, va allora da Tony con un fucile, ma Tony riesce a convincerlo che non c'entra nulla con l'incendio del ristorante: è la goccia che fa traboccare il vaso, già colmo, della pazienza del boss verso la madre e lo zio. Inizia così la sua vendetta.
Insieme a Silvio, si reca al porto e uccide il sicario Chucky Signore sulla sua barca: Christopher e Paulie, dopo un lungo inseguimento tra i boschi, fanno fuori Mikey Palmice.
Consapevole del fatto che la Melfi avesse ragione, Tony va a trovarla, chiedendole scusa. In più le consiglia di andarsene per un po', magari di continuare la sua attività lontano dallo studio, perché teme per la sua vita. Al Bada Bing, Tony confessa a Silvio, Paulie e Chris di essere in terapia da diversi mesi. Mentre Silvio e Paulie sembrano condividere la scelta del loro capo, Chris si mostra contrariato e se ne va. 
Al mattino l'FBI arresta Junior e alcuni suoi affiliati, di fatto salvandoli dalla rappresaglia di Tony. 
Quando il procuratore federale cerca di obbligare il vecchio a collaborare, Junior si chiude nel suo silenzio. 
Tony va da sua madre Livia, a Green Grove, con l'idea di soffocarla con un cuscino, ma quando arriva viene informato che lei ha appena avuto una crisi respiratoria. La incontra in corridoio mentre la stanno trasferendo, su una barella. Mentre il figlio la minaccia e le grida la sua indignazione per i recenti avvenimenti, Livia non è neanche in grado di rispondergli. Tony viene alla fine trascinato via di forza dallo staff medico.
- Guest star: John Ventimiglia, Kathrine Narducci, Frank Pellegrino